# Bukovina (Turnov)
Bukovina je jednou ze třinácti částí města Turnov v okrese Semily. Nachází se necelé tři kilometry severovýchodně od Turnova.
Katastrální území Bukovina u Turnova o rozloze 2,79 km² zaujímá vnitřek ohybu Jizery severovýchodně od Turnova. Na hřebeni ostrohu leží místní části Kobylka a Bukovina, přičemž k části Bukovina patří i vrchol Na Chocholce a svahy ostrohu. Na jižním úpatí hřebene, u Doláneckého jezu a lávky, leží část Dolánky u Turnova. V nivě v ohybu Jizery v nejvýchodnější části leží Loužek. Část Bukovina má dvě malé exklávy: dům če. 136 na hranici Dolánek a Kobylky a pak nezastavěnou parcelu 459/2 v Dolánkách nedaleko lávky.

## Historie
První písemná zmínka o vesnici pochází z roku 1543.

## Galerie

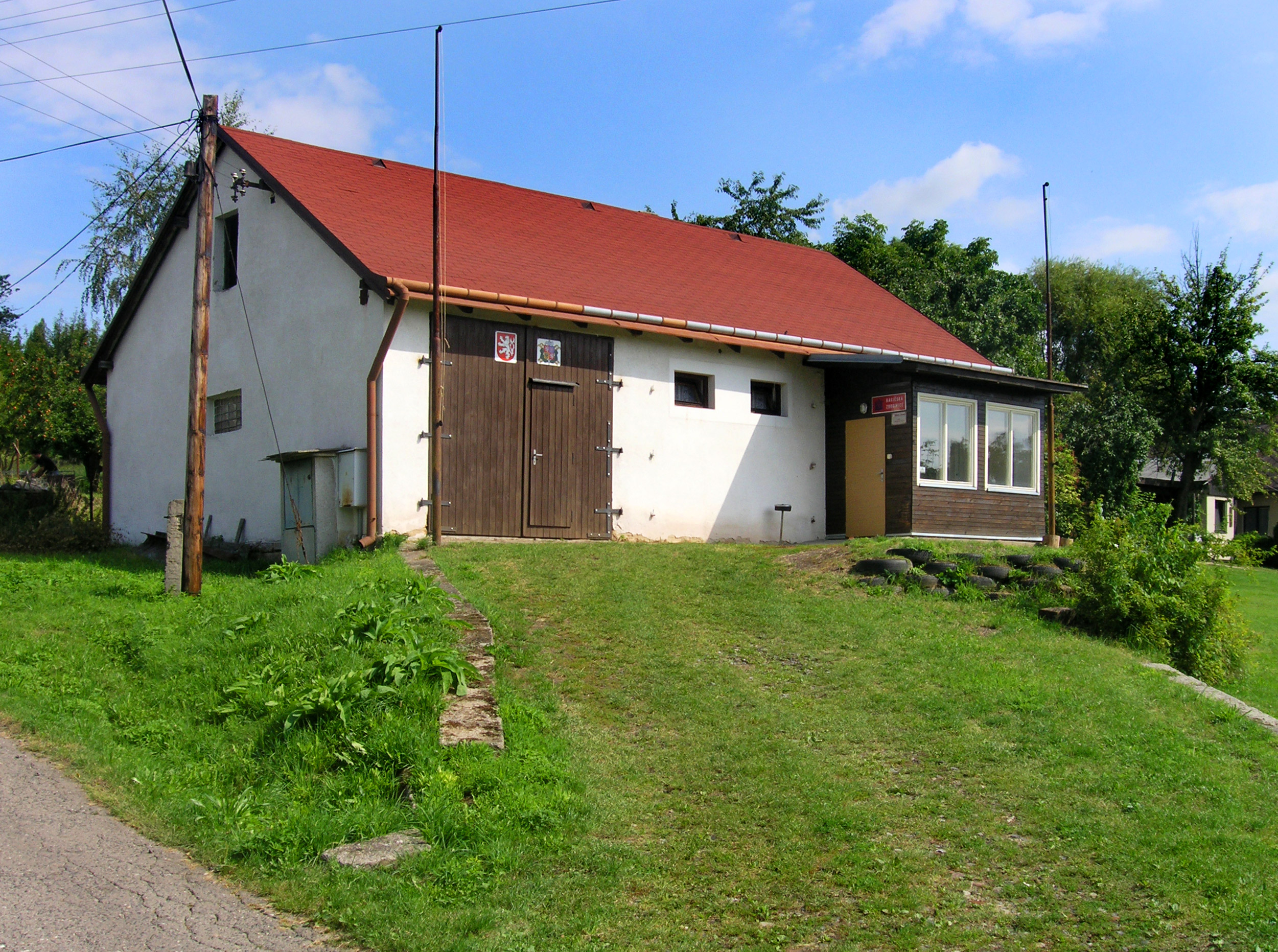
Hasičská zbrojnice
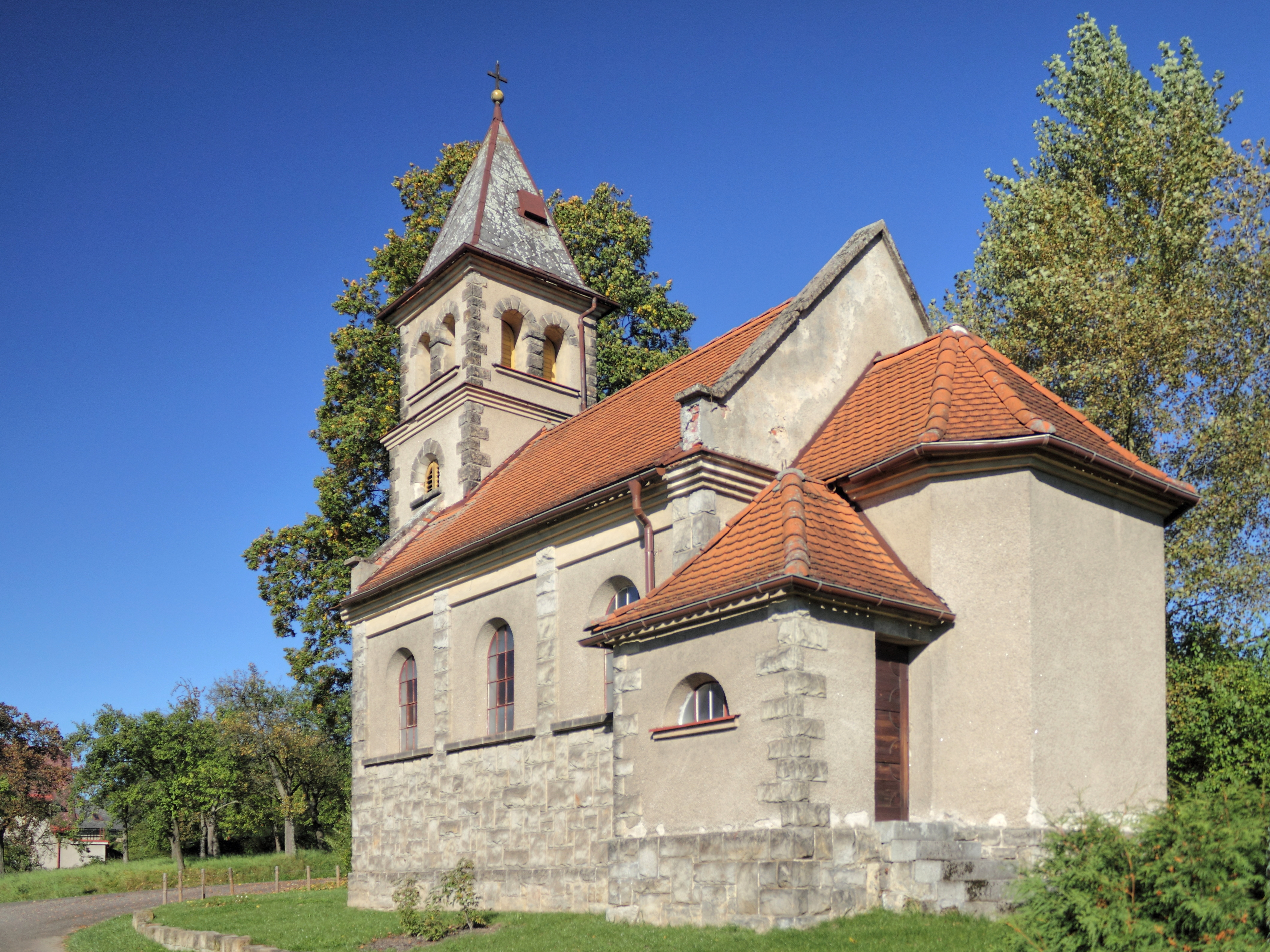
Kostel sv. Václava
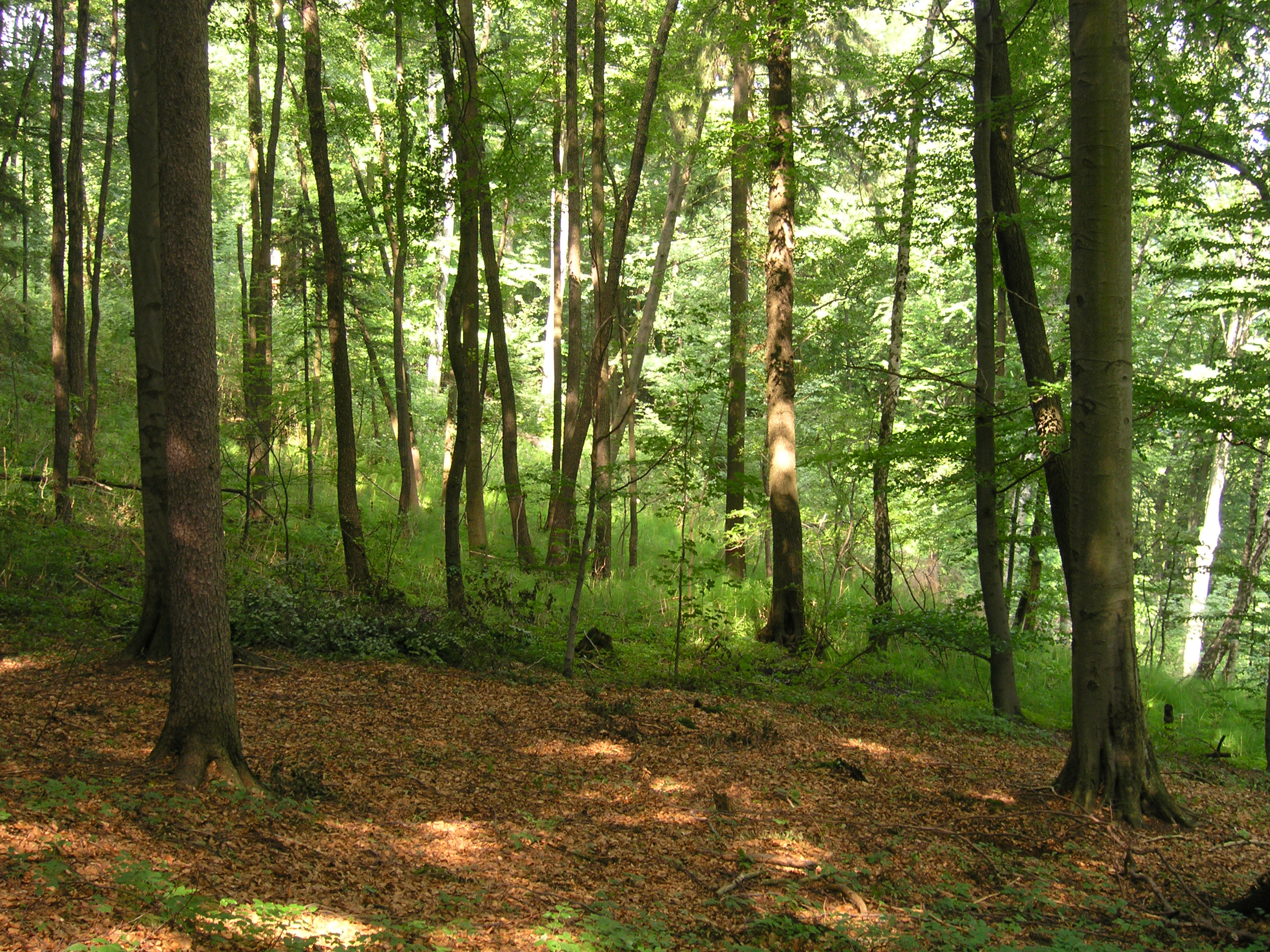
Přírodní rezervace Na hranicích
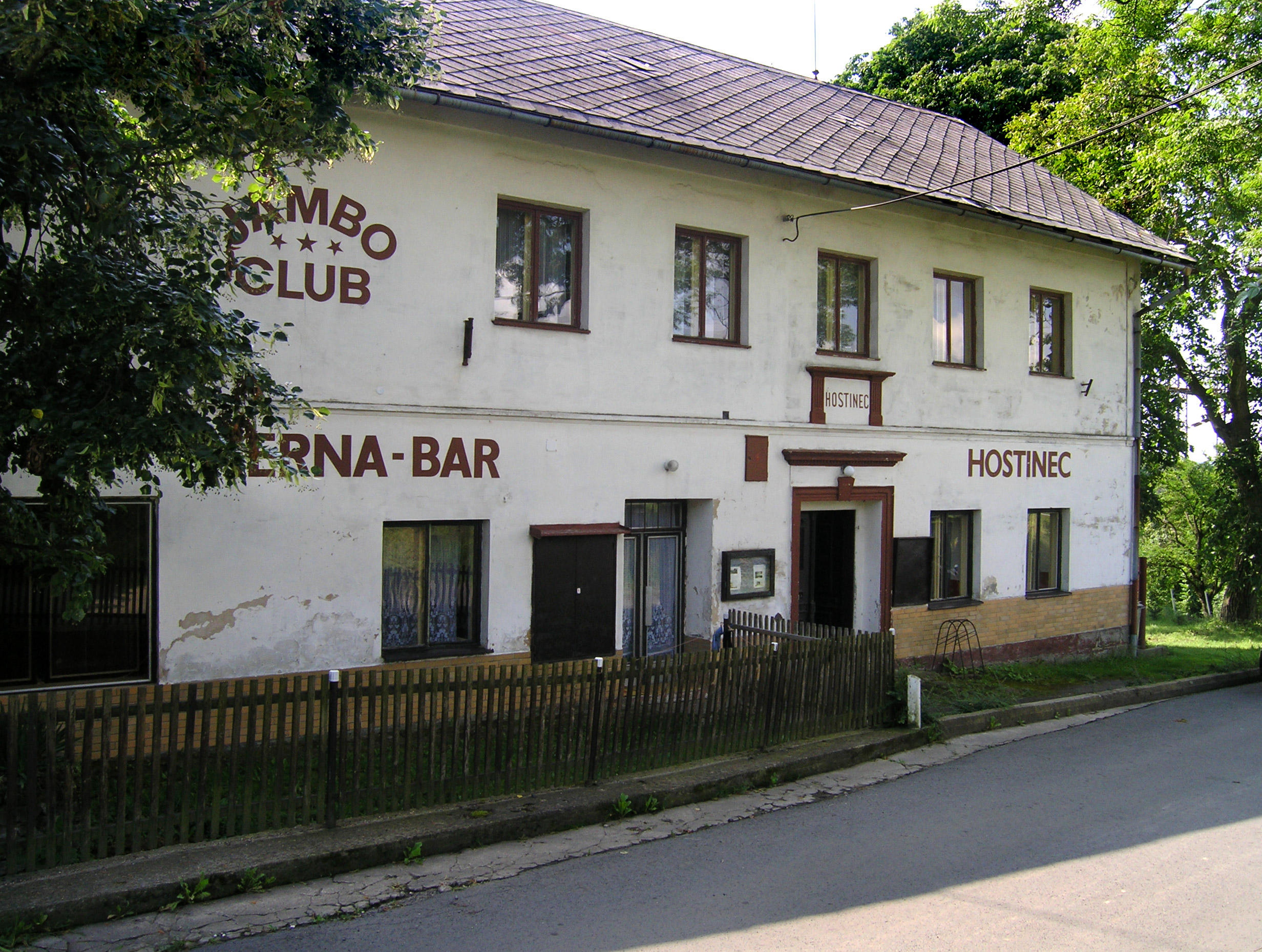
Hostinec